# Friedrich Koch (Politiker, 1838)
Friedrich Peter Hippolyt Koch (* 12. Mai 1838 in Neuhof; † 28. Januar 1897 in Hünfeld) war ein römisch-katholischer Geistlicher und Mitglied des Preußischen Abgeordnetenhauses.

## Leben
Nach einem Studium der Philosophie und Theologie am Priesterseminar Fulda erhielt Friedrich Koch im Jahre 1861 die Priesterweihe, war als Kaplan in Fulda tätig und übernahm die Stelle als Lehrer an einer Realschule. Später war er am Schulseminar in Fulda eingesetzt.
Von 1879 bis 1882 hatte er für die Deutsche Zentrumspartei ein Mandat für das Preußische Abgeordnetenhaus, gewählt für den Wahlkreis 12 Kassel (Fulda).